# Diplocirrus micans
Diplocirrus micans är en ringmaskart som beskrevs av Fauchald 1972. Diplocirrus micans ingår i släktet Diplocirrus och familjen Flabelligeridae. Inga underarter finns listade i Catalogue of Life.